# Xylopriona articulosa
Xylopriona articulosa är en tvåvingeart som först beskrevs av Ephraim Porter Felt 1908.  Xylopriona articulosa ingår i släktet Xylopriona och familjen gallmyggor.
Artens utbredningsområde är New Hampshire. Inga underarter finns listade i Catalogue of Life.